# 湖北鱷目
湖北鱷目（Hupehsuchia）是雙孔亞綱爬行動物的一個目。根據目前的化石紀錄，湖北鱷目的生存年代非常短暫，相當於三疊紀早期的奧倫尼克階晚期，只存在數百萬年時期。湖北鱷目是以中國湖北省為名，許多化石發現於湖北省。湖北鱷目是群外形獨特的海生爬行動物，外形介於魚龍類、鱷魚之間，已高度適應水生環境。湖北鱷目與最早期魚龍類有許多相似處，湖北鱷目可能演化自魚龍類的近親。

## 體徵

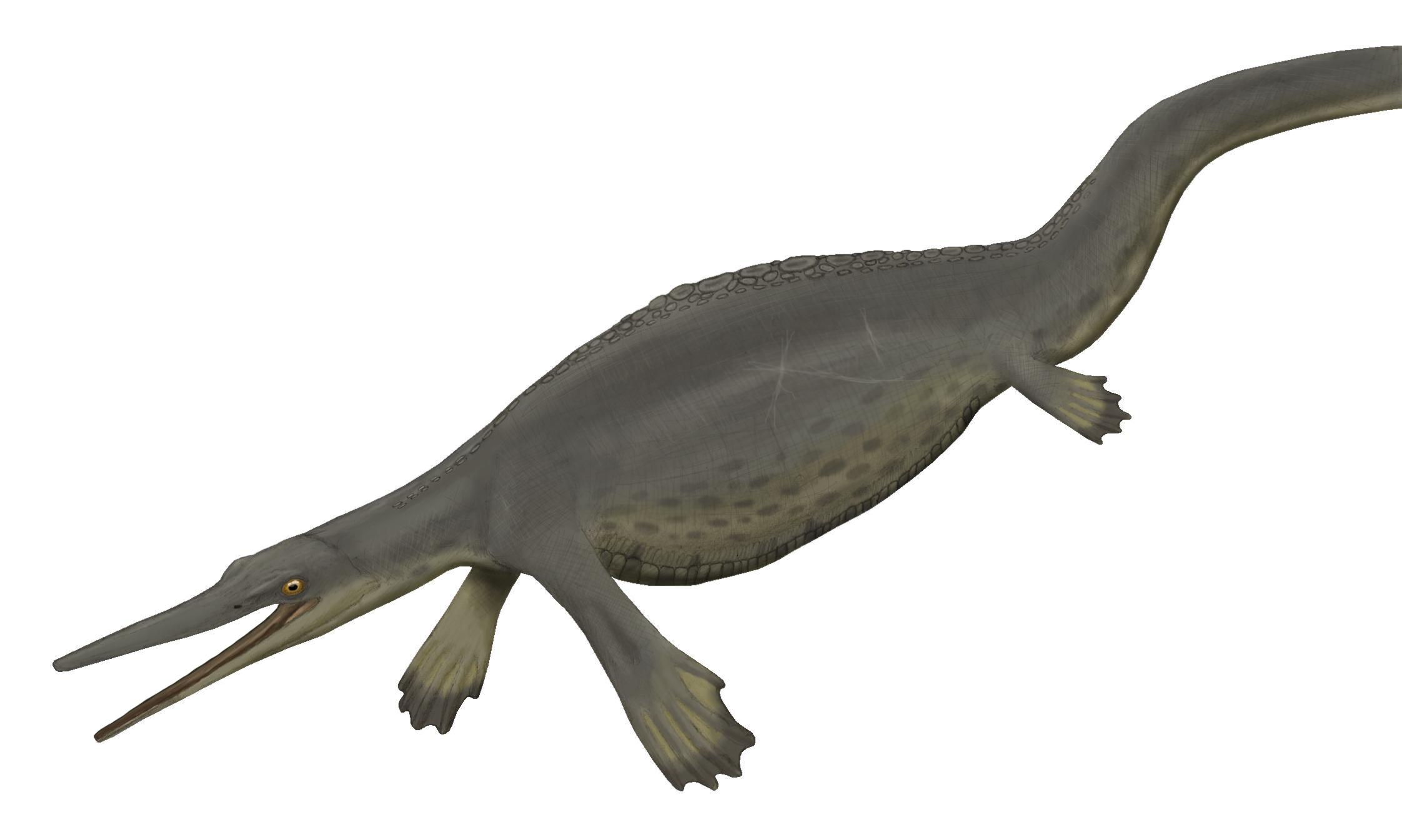
湖北鱷的想像圖

湖北鱷目是群外形相當特殊的海生爬行動物，具有許多獨特特徵。湖北鱷目具有流線型身體、尾巴長、四肢呈槳狀。頭顱骨延長，頜部缺乏牙齒。口鼻部長而平坦，前上頜骨構成上頜的背側與兩側，而上頜骨較小，只構成上頜的腹側與基部。根據其中一個標本（編號IVPP V3232），湖北鱷目的鼻骨與前額骨之間有個洞孔，最初被認為是眶前孔（Antorbital fenestra），但近年被發現可能是搬運、保存過程造成的損傷。理論上，外鼻孔應該位於眶前孔的前方，界於鼻骨與上頜骨之間；但根據目前已知的湖北鱷目標本，這個部位的保存狀態不好，因此難已確定這個洞孔是否是外鼻孔、或者是搬運與保存過程造成的損傷。 
湖北鱷目的頸部相當長，頸部肋骨相當短。從第11節脊椎到第一節尾椎之間的每個神經棘，明顯分化成兩個部分，一個位於前方、一個位於後方，前後由骨縫隔開。某些部位的前後神經棘有移位現象，顯示這些神經棘之間並沒有明顯骨化作用。在第八到第14節脊椎，後方神經棘的末端較大。在第14節脊椎之後，每個神經棘的前方有個隆起部。脊椎的神經棘末端的表面有溝痕。湖北鱷目的另一個獨特特徵是，薦椎以前的約34節脊椎的神經棘，生前覆蓋者表皮形成的鱗甲（皮內成骨）。在脊椎的後段神經棘、後方脊椎的前段神經棘之間的空間，覆蓋者一個小型鱗甲。在多個小型鱗甲的上方，則覆蓋者大型鱗甲，每塊大型鱗甲的下方對應者多節神經棘。
某些湖北鱷目標本的肩帶到骨盆之間，具有腹皮肋骨形成的保護裝甲。腹部中間具有V形、互相重疊的大型腹皮肋骨，兩側則是多排圓柱狀、間隔寬的小型腹皮肋骨。

## 屬
湖北鱷目現在僅包含南漳龍科，目前的有效屬僅有兩個，湖北鱷（Hupehsuchus）、南漳龍（Nanchangosaurus），兩者有可能互為姊妹分類單元。湖北鱷、南漳龍的化石都發現於中國湖北省的嘉陵江組。在早期研究裡，嘉陵江組的地質年代被推估為三疊紀的安尼西階；目前嘉陵江組被認為形成於更早的年代，相當於三疊紀早期的奧倫尼克階。
第一個被命名屬是南漳龍，是在1959年由中國古生物學家王恭睦所敘述、命名。目前只有發現一個化石，發現於湖北省南漳縣的一處石灰岩地層。第二個屬是湖北鱷，是在1972年由楊鍾健、董枝明所敘述、命名，化石也是被發現於湖北省南漳縣。
湖北鱷、南漳龍的差異不大，兩者可能有類似的外表。南漳龍的額骨構成眼眶邊緣的一部份，額骨相當長，類似原始雙孔類爬行動物。南漳龍的背部鱗甲表面沒有溝痕。南漳龍的身體脊椎關節突，較類似原始陸棲爬行動物；而湖北鱷的身體脊椎關節突，則較不類似原始陸棲爬行動物。南漳龍的體型小於湖北鱷。根據南漳龍唯一標本的許多特徵，顯示該標本可能是個未成年個體，過去有理論認為南漳龍是湖北鱷的未成年個體；但兩者的不同特徵並非個體發生學的結果，因此湖北鱷、南漳龍並非相同物種的不同成長階段。另一種可能則是，化石化過程遭到外力影響，而造成兩者化石的不同差異。牠們的化石被發現時，南漳龍的化石是背部朝上，除了神經棘；湖北鱷的化石是身體側邊朝上。在化石化過程時，湖北鱷的骨頭可能遭到外力擠壓而身體較為扁平。

### 未命名標本

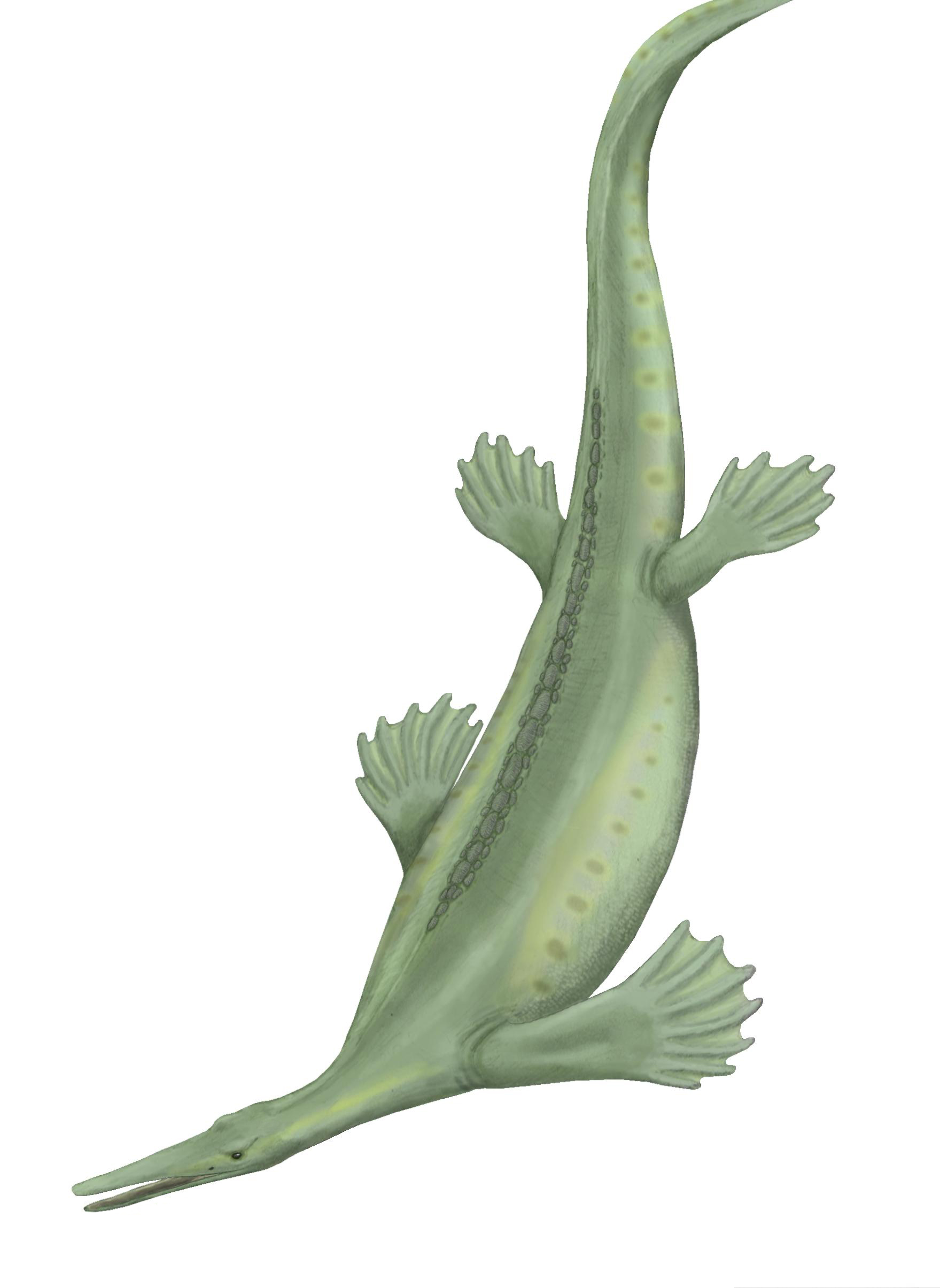
編號SSTM 5025標本，四肢呈多指型

在1990年代，湖北鱷的化石發現地點，出土另一個標本（編號V4070），但不同於湖北鱷，目前是個未命名標本。化石包含︰頭顱骨基部、頸椎、肩帶，但遭到嚴重侵蝕，化石下方的母岩帶有身體輪廓痕跡，可提供少許額外資訊。這個標本的身體比例接近湖北鱷，尾巴長度是湖北鱷尾巴的93%。研究顯示兩者的前肢、後肢有許多不同特徵，腕骨、跗骨的構成形態有明顯差異。與湖北鱷相比，這個標本的四肢較接近槳形；而兩者的指骨都呈圓柱狀。與湖北鱷相比，其他差異包含︰背椎與尾椎的神經棘、神經弓、脈弓較短，而頸椎神經棘較長。背部鱗甲持續延伸到尾椎上方，而湖北鱷的背部鱗甲僅限於身體背部，沒有延伸到尾巴。也有可能是，湖北鱷的尾巴背側具有鱗甲，但在化石化過程中遺失、掉落了。
在2003年，湖北鱷的化石發現地點附近，出土另一個新標本（標本SSTM 5025），並在當年《自然》期刊被簡短報導。這個標本的四肢呈現多指型形態，四肢具有多於五趾，不同於大部分四足類動物。魚龍類也是多指型動物。魚龍類的大眼魚龍科呈現對稱多指型，五趾的兩側各多一趾；非大眼魚龍科的魚龍類，則呈現非對稱多指型，第五趾後方多一趾。編號SSTM 5025標本也是非對稱多指型，第一趾前方多一趾。某些泥盆紀的早期四足類動物，也有類似的非對稱多指型（前方多一趾），例如：魚石螈、棘螈。編號SSTM 5025標本的前肢每邊有七指、後肢每邊有六趾。這個標本的寬廣手掌與腳掌、多指型，使牠們的四肢看似躄魚科的寬廣四肢。

## 分類與演化關係
在1959年，南漳龍被命名時，被歸類於鰭龍超目的一屬。在1972年，中國古生物學家楊鍾健、董枝明建立湖北鱷亞目（Hupehsuchia），當時是槽齒目的一個亞目，槽齒目當時包含二疊紀晚期到三疊紀的多樣性早期主龍類；目前被視為是個原始主龍類的並系群集合，槽齒目已不常被科學文獻引用。在當時，湖北鱷亞目被認為是多群三疊紀爬行動物的近親。鼻骨與前額骨之間的洞孔，原本被認為是眶前孔，因此湖北鱷亞目當時被歸類於主龍類；但是主龍類的眶前孔是位於上頜骨、淚骨之間，而非鼻骨與前額骨之間。湖北鱷亞目的背部鱗甲，也被認為是演化自陸棲主龍類祖先，因此湖北鱷亞目被視為最早具有鱗甲的主龍類之一。在1976年的一份研究，提出湖北鱷亞目的背部鱗甲、早期主龍類的鱗甲並沒有類似特徵。湖北鱷亞目的祖先可能是年代更早、更原始的陸棲雙孔類爬行動物，因此湖北鱷目與早期主龍類具有這些共有衍徵。在1991年，編號V4070標本出土、經過研究後，顯示這群動物與其他雙孔亞綱有顯著差異，湖北鱷亞目被承認為獨立的湖北鱷目。 
鼻骨與前額骨之間的洞孔，一度被認為是外鼻孔，而魚龍類某些屬的外鼻孔也位於相同位置，因此被視為是湖北鱷目、魚龍類有接近親緣關係的證據。湖北鱷目的外表類似最早期的魚龍類，例如：稍微流線型身體、尾巴長而筆直、沒有形成新月狀尾巴末端。其他非外形特徵包含：上枕骨、頭顱骨的眼眶前部分相當長、肋骨的橫突短。但是，湖北鱷目、魚龍類還是有許多不同特徵。湖北鱷目的椎體關節處表面平坦、或呈凹面，魚龍類的椎體關節則是一側凸、一側凹；而早期原始雙孔類爬行動物的椎體關節是雙凹型。此外，某些早期魚龍類、魚龍類的近親的椎體關節不是一側凸、一側凹的形態，而是較類似湖北鱷目，例如：巢湖龍、歌津魚龍。不同於進階型魚龍類，巢湖龍、歌津魚龍的椎體長度相當於高度。湖北鱷目的脊椎神經弓佔了許多高度，因此椎體的高度/長度比例相當小，椎體長度也接近於高度。另有理論推測，湖北鱷目可能演化自魚龍類的近親，也屬於鰭龍超目、或者是鰭龍超目的近親。
湖北鱷目標本的許多特徵，可發現於其他雙孔亞綱的演化支，但這不代表湖北鱷目與這些演化支有接近親緣關係，或是彼此有直接演化關係。湖北鱷目的上頜、下頜延長，許多水生四足類動物也趨同演化出類似的口鼻部外形，例如：上龍類、鯨魚、早期海生鳥類的黃昏鳥，這些水生動物為了適應水生環境，而個別演化出類似的某些身體外形。
由於許多海生爬行動物演化支個別演化出類似的特徵，在不同時期回到海洋生活環境，而這些演化支彼此並不一定有接近親緣關係，目前很難確定湖北鱷目與其他爬行動物的演化與分類關係。在二疊紀晚期到三疊紀早期的地層中，雙孔亞綱的化石紀錄相當少見，也造成相關研究的困難。此外，湖北鱷目已經高度特化、高度適應海生環境，已失去某些可鑑定的祖徵。數項特徵顯示湖北鱷目屬於新雙孔類演化支，但湖北鱷目已經失去新雙孔類的大部分進階型特徵、或者難以鑑定。舉例而言，新雙孔類有三個進階型特徵︰翼狀骨牙齒數量減少、副蝶骨沒有牙齒、上頜缺少犬齒型牙齒；但湖北鱷目缺少牙齒，因此很難從這些特徵去確定湖北鱷目是否屬於新雙孔類演化支。新雙孔類的肩帶、四肢還有許多進階型特徵，但湖北鱷目已經高度適應海生環境，肩帶與四肢已經過大幅演化改變，因此無法從肩帶與四肢去確定湖北鱷目是否屬於新雙孔類演化支。湖北鱷目標本的頭顱骨保存狀態差，因此也很難從頭顱骨特徵去鑑定。目前湖北鱷目被暫時歸類於新雙孔類，需要發現更多化石，才能確定湖北鱷目的分類與演化關係。

## 古生物學
湖北鱷目是群海生爬行動物，具有槳狀四肢、流線型身體，已相當適應海生環境。湖北鱷目的神經棘長，顯示牠們可能具有發展良好的軸上肌（Epaxial muscles，位於脊椎橫突的上方），可使牠們採取左右擺動身體的方式，使身體在水中向前推進。根據湖北鱷目的脊椎連接方式，顯示牠們主要以左右擺動臀部、尾巴的方式前進。湖北鱷的身體較為窄平、神經棘較長，因此湖北鱷的左右擺動身體、在水中前進能力，可能比南漳龍還好。
編號SSTM 5025標本的多指型四肢，類似某些泥盆紀的早期四足類動物，因此當牠們在水底前進時，可能採取類似魚石螈、棘螈的移動方式。
湖北鱷目的口鼻部長而平坦，生前可能類似現代鳥類的喙狀嘴，或者內部支撐鬚鯨亞目的鬚狀牙齒，以過濾水中的小型生物。有理論指出，缺乏牙齒的湖北鱷目可能採取衝向獵物捕食，或是吞食浮游生物。湖北鱷目的大型頭部、下頜缺乏固定聯合處，這些符合濾食性動物的特徵。但是，湖北鱷目的口鼻部狹長，如果牠們採取濾食性方式，狹長口鼻部將會妨礙牠們的進食。湖北鱷目的頸部長，限制牠們可在水中高速移動時，採取衝向獵物捕食，因此湖北鱷目可能採取低速衝向獵物捕食的方式。
湖北鱷目的背部鱗甲用途仍未明。湖北鱷目具有背部鱗甲、腹皮肋骨、骨頭有厚骨化的傾向，造成湖北鱷目的額外體重。背部鱗甲的位置高於身體重心，可能會造成湖北鱷目的重心不穩定。在三疊紀早期，湖北鱷目是相當大型的海生動物，所以牠們的背部鱗甲可能不是用來防禦掠食動物。湖北鱷目的前段背部鱗甲較大，可能使前段身體、脊柱仍保持某種程度的僵直，而後段身體比較能靈活左右擺動身體。
目前無法確定背部鱗甲是在哪個演化階段出現的，是在適應海生環境後演化出的，或是繼承自陸棲爬行動物祖先。如果是後者，背部鱗甲可能用來防禦陸棲掠食動物，或是保持脊柱的硬挺。如果南漳龍的演化關係早於湖北鱷，則表示背部鱗甲是湖北鱷目的演化趨勢，應該有其特別用途。
根據湖北鱷目的身體外形，牠們應該無法在陸地移動。雖然目前沒有任何直接化石證據，但參考高度適應海洋生活的魚龍類，湖北鱷目可能是卵胎生動物，直接在海中產下後代，而非返回陸地產卵。